# Segelflugplatz Wallmichrath
Auf den Wallmichrather Höhen in Langenberg (Rheinland) befand sich von 1928 bis 1952 ein gut ausgebautes Segelfluggelände, das in den 1930er Jahren sowohl für die Stadt Langenberg als auch für den Segelflugsport von überregionaler Bedeutung war.

## Geschichte

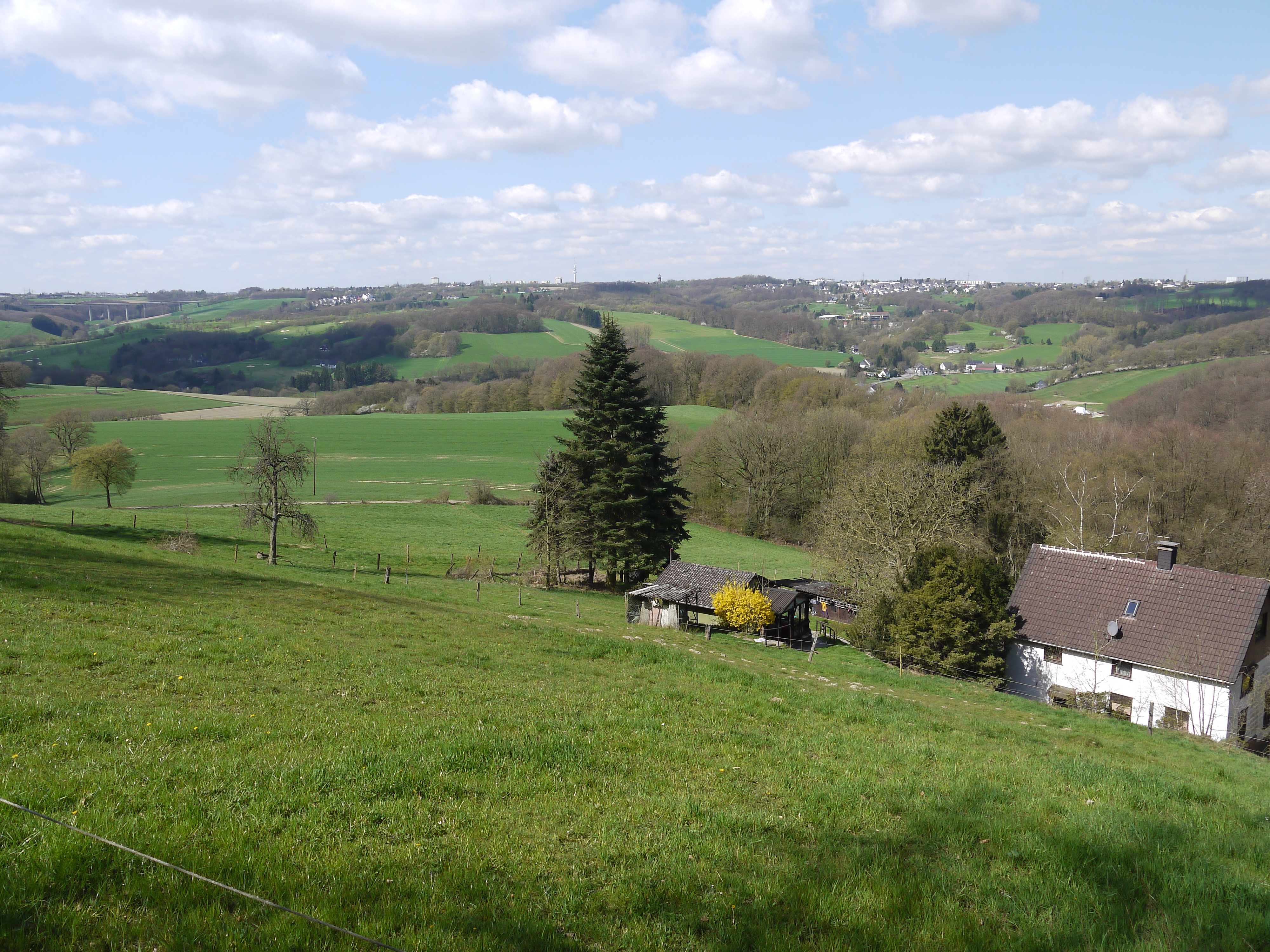
Ehemaliger Segelflugplatz Wallmichrath – Abflughang, Blick in Richtung Velbert

1928 begannen Segelflieger des „Luftfahrtvereins Ruhrtal“ aus Kupferdreh mit der Fliegerei auf dem Wallmichrath. Es folgten der „Luftfahrtverein Essen-Oberhausen e. V.“ und weitere Fliegergruppen aus Langenberg, Velbert, Wuppertal und der Umgebung.
Man flog durchweg mit so genannten Schulgleitern, deren bekannteste Vertreter der „Schädelspalter“ Grunau 9 und später der SG 38 waren, im Gummiseilstart. Auf dem Wallmichrath wurden zwei Fliegerheime mit Segelflugzeughallen errichtet und das Fluggelände infrastrukturell erschlossen. Fortan entwickelte sich der Wallmichrath zum beliebten Familienausflugsziel. Die Stadt Langenberg warb in den 1930er Jahren mit dem Slogan „Seide – Sender – Segelflug“, den „drei S“, für ihre Berühmtheiten und Vorzüge. Der Segelflugplatz auf Wallmichrath wurde in der zeitgenössischen Presse sogar mehrfach als „das beste Segelfluggelände im Bergischen Land“ tituliert.
1933 wurden die Luftsportvereine im Zuge der Gleichschaltung durch den Nationalsozialismus zusammengeführt und ab 1937 hatte dann das Nationalsozialistische Fliegerkorps (NSFK) die organisatorische Hoheit. Damit bekam die Segelflugausbildung einen vormilitärischen Charakter und der Weg vieler junger Segelflieger führte über das NSFK in die Wehrmacht-Luftwaffe. Auf dem Wallmichrath wurde bis etwa 1944 aktiv geflogen, dann wurde der Flugbetrieb aufgrund der zunehmenden Kriegseinflüsse eingestellt.
Nach Aufhebung des Flugverbotes im Jahr 1951 erfuhr die Sportfliegerei in Deutschland – und damit auch das Segelfliegen – einen neuen Aufschwung. Auch auf dem Wallmichrath begann man erneut mit der Segelfliegerei. Da die Infrastruktur aber durch die Kriegseinwirkungen kaum noch vorhanden war und man von den Geländegegebenheiten her auf den nicht mehr zeitgemäßen Gummiseilstart angewiesen war, wurde der Flugbetrieb 1952 endgültig eingestellt.
Im Jahr 2014 griff die Langenberger Werbevereinigung e. V. den historischen Werbeslogan aus den 1930er Jahren, „Seide – Sender – Segelflug“ (die „drei S“), wieder für aktuelle Werbezwecke auf.

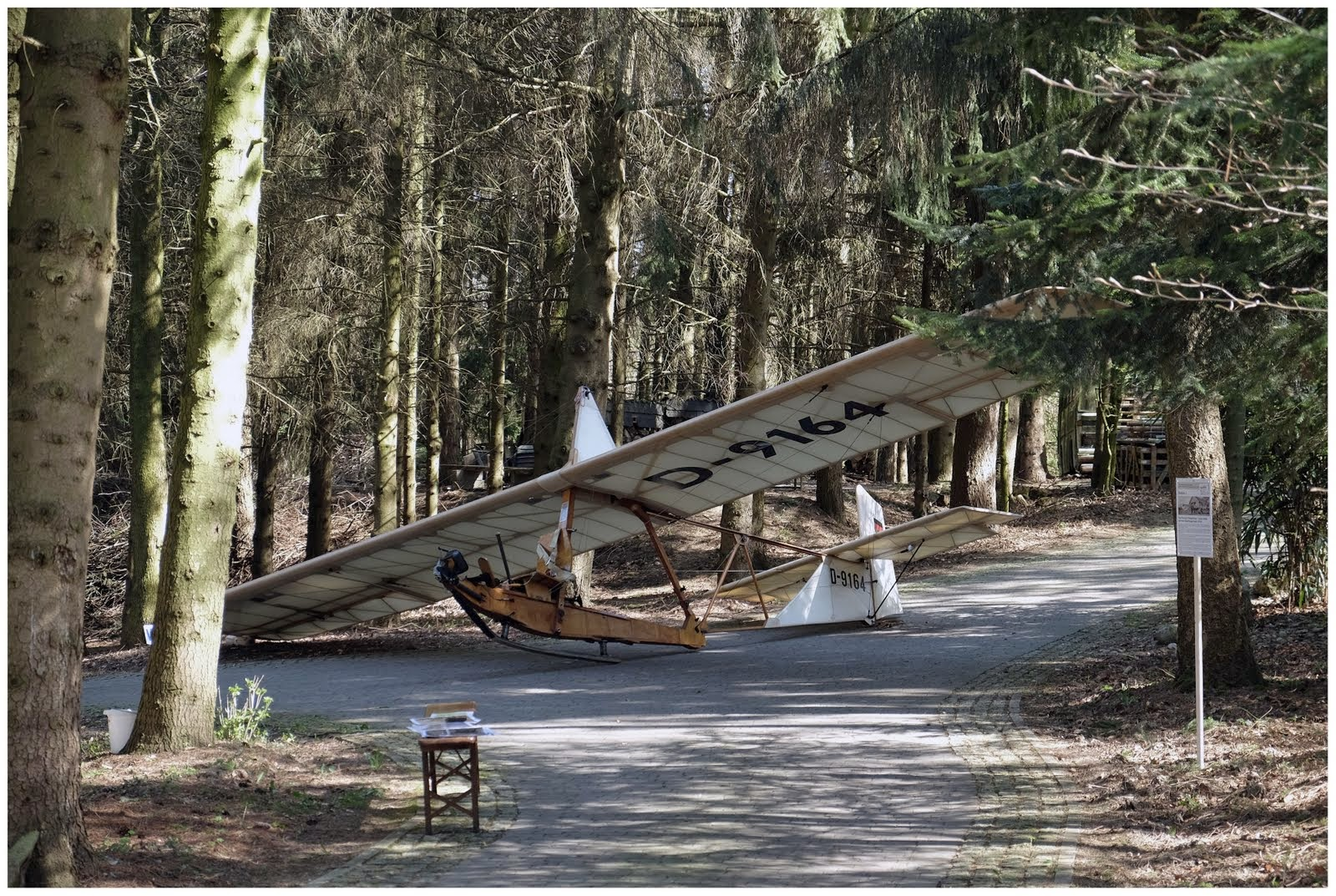
Originaler Schulgleiter SG 38 während einer Veranstaltung zur Geschichte des ehemaligen Segelflugplatzes, durchgeführt vom Bergischen Geschichtsverein, Abteilung Velbert-Hardenberg, am 18. April 2015 auf dem Wallmichrath

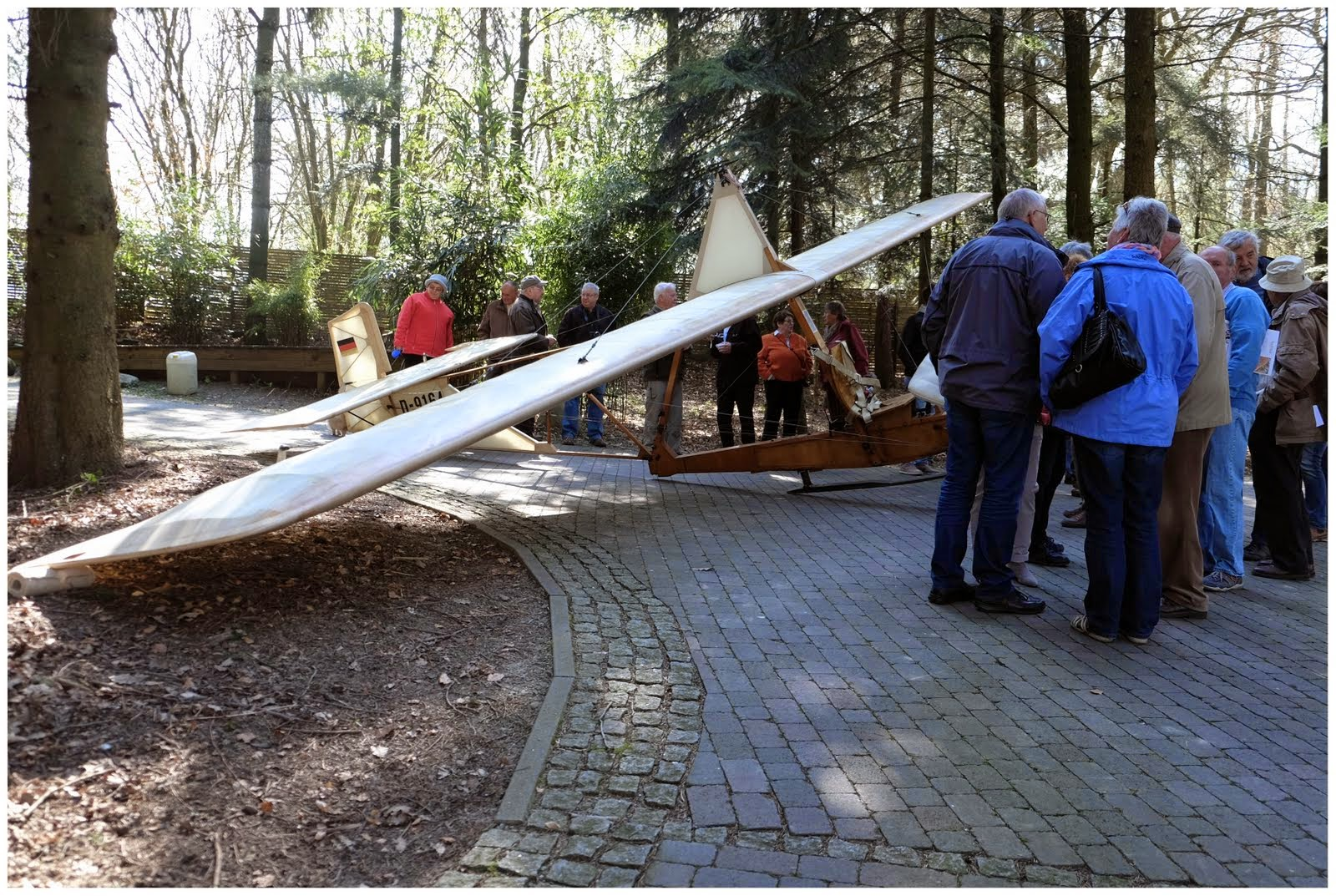
Veranstaltung zur Geschichte des ehemaligen Segelflugplatzes am 18. April 2015 auf dem Wallmichrath, Besucher am Schulgleiter SG 38

Am 18. April 2015 organisierte der Bergische Geschichtsverein, Abteilung Velbert-Hardenberg, am Ort des ehemaligen Segelfluggeländes auf dem Wallmichrath eine Veranstaltung. Etwa 300 Besucher informierten sich auf dem zwischenzeitlich bewaldeten Gelände anhand von Vorträgen und Schautafeln über die frühe Geschichte des Segelfluges allgemein und vor allem in Langenberg. Höhepunkt dieser Veranstaltung war ein originaler und flugfähiger Schulgleiter SG 38, der von den Besuchern in Augenschein genommen werden konnte.